# Sebaea brevicaulis
Sebaea brevicaulis är en gentianaväxtart som beskrevs av Sileshi Nemomissa. Sebaea brevicaulis ingår i släktet Sebaea och familjen gentianaväxter. Inga underarter finns listade i Catalogue of Life.